# Elena Čižova
Elena Semёnovna Čižova (in russo Елена Семёновна Чижова?; Leningrado, 4 maggio 1957) è una scrittrice russa.

## Biografia
Elena Čižova è nata nel 1957 nell'allora Leningrado (attuale San Pietroburgo) e vi risiede e lavora.
Dopo aver lavorato come insegnante, economista e imprenditrice, ha iniziato a scrivere nel 1996 dopo essere sopravvissuta ad un incendio in una nave da crociera al largo della costa turca.
Direttrice del centro PEN di San Pietroburgo, ha pubblicato una decina di romanzi spesso ambientati nella città natale che affrontano temi storici.
Dopo essere stata due volte finalista, nel 2009 è stata insignita del prestigioso Russkij Booker grazie al romanzo Il tempo delle donne, unica opera della scrittrice tradotta in italiano.

## Opere

### Romanzi
- Крошки Цахес (2000)
- Лавра (2002)
- Полукровка (2005)
- Орест и сын (2007)
- Il tempo delle donne (Время женщин, 2009), Milano, Mondadori, 2011 traduzione di Denise Silvestri ISBN 978-88-04-60709-0.
- Терракотовая старуха (2011)
- Неприкаянный дом (2012)
- Планета грибов (2014)
- Китаист (2017)
- Город, написанный по памяти (2019)

## Premi e riconoscimenti
- Russkij Booker: 2003 finalista con Лавра, 2005 finalista con Полукровка e 2009 vincitrice con Il tempo delle donne